# 打出小槌町
打出小槌町（うちでこづちちょう）は、兵庫県芦屋市の町名。郵便番号659-0028。

## 世帯数と人口
2022年（令和4年）8月1日現在の世帯数と人口は以下の通りである。
| 町丁       | 世帯数  | 人口    |
| ---------- | ------- | ------- |
| 打出小槌町 | 780世帯 | 1,717人 |

## 小・中学校の学区
市立小・中学校に通う場合、学区は以下の通りとなる。
| 番地 | 小学校             | 中学校             |
| ---- | ------------------ | ------------------ |
| 全域 | 芦屋市立宮川小学校 | 芦屋市立精道中学校 |

## 交通

### 鉄道
- 阪神電気鉄道本線打出駅

### 道路
- 国道2号

## 施設
- 芦屋市立打出教育文化センター